# 854. grenadirski polk (Wehrmacht)
854. grenadirski polk (izvirno nemško 854. Grenadier-Regiment; kratica 854. GR) je bil pehotni polk Heera v času druge svetovne vojne.

## Zgodovina
Polk je bil ustanovljen 10. novembra 1942 za potrebe 344. pehotne divizije.
Polk je bil novembra 1944 razpuščen.